# 하쿠스이촌 (구마모토현 아소군)
하쿠스이촌(일본어: 白水村)은 일본 구마모토현에 있던 촌으로 아소군에 속했다.  2005년 2월 13일에 구기노촌, 조요촌이 합병해, 미나미아소촌이 되었다.

## 지리
아소산 남쪽의 미나미아소(南郷谷)에 위치한 칼데라 안쪽의 비교적 넓은 지역. 옛 아소군 시라미즈무라에는 '물의 마을'로 알려져 있으며, 마을 내에 8곳의 샘물이 솟아나고 있다.

## 역사
- 1889년 4월 1일 - 정촌제 시행에 의해 하쿠스이촌이 성립하였다.
- 2005년 2월 13일 - 주변 2촌과 합병해 미나미아소촌이 되어 폐지되었다.

## 교통

### 철도
- 미나미아소 철도 다카모리 선

### 도로
- 국도 325호선

## 참고 문헌
- 角川日本地名大辞典編纂委員会, 『角川日本地名大辞典 43 熊本県』1987, 角川書店